# Tunuslar (Ağlı)
 (juillet 2016).
Tunuslar est un village qui fait partie du district Ağlı dans la province Kastamonu en Turquie.

## Géographie
Le village se trouve dans la région de la mer Noire en Turquie à 1400 mètres d'altitude. Il fait partie du district Ağlı dans la province Kastamonu.

## Histoire
Le village a été fondé par des combattants Tunisiens venus en 1853 pour soutenir l'armée de l'Empire ottoman dans sa guerre contre l'Empire russe, ayant perdu le chemin du retour et face à un hiver froid, les combattants décident de rester et de fonder ce village, d'où l'appellation du village Tunuslar qui signifie "Village des Tunisiens" .